# Verdanus abdominalis
Verdanus abdominalis oder Schwarzgrüne Graszirpe ist eine Zikadenart aus der Familie der Zwergzikaden (Cicadellidae).

## Merkmale
Die Tiere erreichen eine Länge von etwa 5 Millimetern. Der Kopf ist mit den Augen breiter als das Pronotum. Sie sind auf der Oberseite hell- bis gelbgrün gefärbt (selten rötlich: forma rufa Sahlberg). Die Apikalzellen im Vorderflügel sind außen oft braun gesäumt, sie können auch ganz bräunlich sein. Der Frontoclypeus auf der Vorderseite des Kopfes weist schwarze Querbinden auf, beim Männchen oft außerdem schwarze Flecken auf den Wangen (Genae). Diese Zeichnungselemente können zu einer einheitlich schwarzen Gesichtszeichnung zusammenfließen. Die Weibchen sind auf der Bauchseite meist hell gefärbt mit einem dunklen Mittelband in der Mitte des Hinterleibs. Die Männchen sind hier meist dunkel gefärbt, nur die Segmentgrenzen als helle Querstreifen abgehoben. Die Beine können hell gefärbt mit schwarzen Flecken auf den Schienen (Tibien) oder mehr oder weniger ausgedehnt verdunkelt sein.
Verdanus abdominalis tritt in zwei Flügelmorphen auf. Langflügelige, voll geflügelte Tiere sind flugfähig. Daneben gibt es Individuen mit etwas verkürzten Flügeln (subbrachypter), bei diesen überragen die Flügel nicht das Hinterleibsende.
Die Art ist von verwandten Arten und Gattungen nur anhand der Geschlechtsmerkmale eindeutig unterscheidbar. Beim Männchen ist der Aedeagus lang und dünn, er trägt im Endteil einen verbreiterten Querbalken mit vier spitzen Fortsätzen (Rami), von denen zwei nach unten und zwei nach hinten gerichtet sind (bei Verdanus bensoni nur zwei lange Fortsätze). Die Subgenitalplatten (die die Begattungsorgane in Ruhelage verdecken) sind im letzten Viertel ihres Seitenrands außen tief eingekerbt, aber nicht gezähnt. Der seitlich sitzende Pygofer (oder Pygophor) ist am Ende gerundet und ohne Zahn. Beim Weibchen ist die Bauchplatte (Sternum) des siebten Hinterleibssegments an den Hinterecken leicht vorgezogen. In der Mitte sitzt in einem schwarz gefärbten Feld ein recht kurzer, abgerundeter Doppelzahn.
Die Form des Aedeagus ist etwas variabel. Im Piemont (Italien) konnten Lokalpopulationen unterschieden werden, die sich in der Form und Länge etwas voneinander unterschieden; diese waren in Kontaktzonen durch Übergangsformen verbunden.

## Lebensweise und Verbreitung
Die Art ist paläarktisch verbreitet, nördlich bis in den Norden Skandinaviens. Die Vorkommen im Fernen Osten sind in der Zuordnung allerdings unsicher, bestätigte Nachweise liegen aber mindestens bis in die Kaukasusregion und den Ural vor. Die englischen und südfranzösischen Tiere werden der subsp. juvencus (Hardy) zugeordnet. Die Art ist in ganz Deutschland verbreitet, am häufigsten im Norden und in submontanen und montanen Höhenlagen bis 2050 m über NN. Die adulten Tiere sind von Mitte Mai bis Mitte August anzutreffen. Es gibt nur eine Generation pro Jahr. Die Überwinterung erfolgt im Eistadium.
Im Bayerischen Wald und lokal in der Schweiz wird die Art manchmal durch Verdanus bensoni, die Kambrische Graszirpe, ersetzt. Die beiden Arten sind jedoch ausschließlich genitalmorphologisch voneinander zu unterscheiden.
Die Art Verdanus abdominalis lebt bevorzugt im Grünland (Wiesen und Weiden) und saugt (oligophag) ausschließlich an verschiedenen Gräsern, insbesondere Wolligem Honiggras (Holcus lanatus). Sie kommt von bodennassen bis in trockene Lebensräume vor. Bei einer Untersuchung in der Eifel bevorzugte die Art ungedüngte Magerrasen gegenüber stickstoffreichen Äckern und Mähwiesen.
Verdanus abdominalis ist in Deutschland häufig und nicht gefährdet. Nachweise liegen aus allen Bundesländern außer Hamburg, Bremen und dem Saarland vor.

## Belege